# Lipsothrix tokunagai
Lipsothrix tokunagai là một loài ruồi trong họ Limoniidae. Chúng phân bố ở miền Cổ bắc.